# دانشگاه والنسیا

## معرفی
دانشگاه والنسیا (Universidad de Valencia) که در سال 1499 تأسیس شده است، یکی از قدیمی‌ترین دانشگاه‌های اسپانیاست. این دانشگاه یک دانشگاه دولتی با اهداف آموزش و تحقیق در تقریباً تمام زمینه های علمی و پژوهشی است.
این دانشگاه دارای چهار پردیس دانشگاهی در کمونیداد والنسیا است: Blasco Ibáñez، Tarongers، Onteniente و Burjasot-Paterna، و دارای برنامه های متعدد علمی، هیئت های نمایندگی و مراکز وابسته است.
کتابخانه آن با 1392793 جلد کتاب، چهارمین کتابخانه دانشگاهی بزرگ اسپانیا پس از کتابخانه دانشگاه Complutense مادرید و دانشگاه بارسلونا و همین طور دانشگاه سویااست.
دانشگاه والنسیا دارای 18 دانشکده مختلف و مجموعا ۹۲ دپارتمان مختلف است که مدارک مختلف کارشناسی، کارشناسی ارشد و  دکترا را ارائه می‌دهند
دانشگاه والنسیا اسپانیا، به عنوان یکی از قدیمی‌ترین و معتبرترین مؤسسات آموزش عالی در اروپا، نقشی کلیدی در شکل‌دهی آینده علمی و فرهنگی منطقه ایفا می‌کند. این دانشگاه با ترکیبی از سنت و نوآوری، محیطی ایده‌آل برای رشد علمی و شخصی دانشجویان فراهم آورده است. با بیش از 45,000 دانشجو از سراسر جهان، دانشگاه والنسیا به مرکزی برای تبادل ایده‌ها و فرهنگ‌های مختلف تبدیل شده است.

## تاریخچه
دانشگاه والنسیا حاصل بیش از پنج قرن تاریخ است که به انباشت دانش و گنجینه های مستند منحصر به فرد منجر شده است و آن را به یکی از برترین دانشگاه های اسپانیا تبدیل کرده است.
در قرن سیزدهم، آموزش عالی در شهر والنسیا به لطف جیمز اول پادشاه آراگون تأسیس شد و بیش از 500 سال است که توسعه دانشگاه والنسیا به موازات توسعه کمونیداد والنسیا پیش می رود و بخشی جدا نشدنی از بافت شهری آن بوده و فضاهایی را برای آموزش، تحقیق، و انتشار فرهنگ و علم ایجاد کرده است.
این دانشگاه که در ابتدا به مطالعات پزشکی، علوم انسانی، الهیات و حقوق اختصاص داشت، در طول دو دهه گذشته شاهد روند سریع تحول و رشد بوده است که دانشگاه والنسیا را به یک دانشگاه مدرن و جهانی تبدیل کرده است.
دانشگاه والنسیا به دلیل تعهد به تعالی و به دلیل داشتن طیف گسترده ای از فعالیت های آموزشی و پژوهشی ارائه شده در تمامی زمینه های دانش (علوم پایه و مهندسی، علوم بهداشتی، علوم تربیتی، علوم انسانی،علوم اجتماعی، اقتصاد و حقوق) یکی از پنج مرکز علمی برتر اسپانیا شده است.